# Deadstream
Pour plus de détails, voir Fiche technique et Distribution.
Deadstream est un film américain réalisé par Joseph Winter et Vanessa Winter et sorti en 2022.

## Synopsis
Une personnalité d'Internet pris dans une tourmente médiatique tente de reconquérir l'opinion en passant une nuit seul dans une maison hantée. Ce faisant, il réveille un esprit vengeur et doit se battre pour sa survie.

## Fiche technique
- Titre original : Deadstream
- Réalisation : Joseph Winter et Vanessa Winter
- Scénario : Vanessa Winter et Joseph Winter
- Musique : Joseph Winter
- Photographie : Jared Cook
- Montage : Joseph Winter et Vanessa Winter
- Production : Jared Cook, Melanie Stone, Joseph Winter et Vanessa Winter
- Société de production : Winterspectre Entertainment, Jared R Cook Productions et Stonehaven Entertainment
- Pays :  États-Unis
- Genre : Comédie horrifique et fantastique
- Durée : 87 minutes
- Dates de sortie : 
  - Shrudder : 6 octobre 2022
  - Shadowz (France) : 31 octobre 2022
- Classification :
  - France : Interdit aux moins de 12 ans lors de sa diffusion télévisée.

## Distribution
- Joseph Winter : Shawn Ruddy
- Melanie Stone : Chrissy
- Pat Barnett : Hettie
- Marty Collins : Max Loland / un policier

## Accueil
Le film a reçu un accueil favorable de la critique. Il obtient un score moyen de 67 % sur Metacritic.